# Karolina Olsson
Karolina Olsson (ngày 29 tháng 10 năm 1861 - ngày 05 tháng 4 năm 1950), còn được gọi là "Soverskan på Okno" ("Người đẹp ngủ trong rừng" Okno), là một phụ nữ người Thụy Điển đã rơi vào tình trạng ngủ đông giữa thời gian từ năm 1876 đến 1908 (32 năm).
Đây được cho là thời gian dài nhất mà một người đã sống theo cách này mà không để lại di chứng gì.
Tuy nhiên, người ta đã tuyên bố rằng Olsson có thể không thực sự đang ngủ và ngủ đông suốt thời gian đó. Đã có rất nhiều đặc điểm không giải thích được về tình trạng của cô; ví dụ, tóc, móng tay, móng chân và dường như không phát triển. Harald Fröderström quan sát vào năm 1912 rằng cô có thể đã giả vờ ngủ, hoặc đã bị vấn đề tâm lý và chỉ cần thuyết phục bản thân rằng cô bị bệnh.

## Tiểu sử
Olsson sinh ra ở Okno gần Mönsterås, là người con thứ hai trong gia đình 5 người, bốn người kia đều là anh và các em trai. Vào ngày 18 tháng 2 năm 1876, ở tuổi 14, cô đã bị một vết thương ở đầu khi ra ngoài, nhưng dường như đã phục hồi một cách nhanh chóng. Vào ngày 22 tháng Hai, cô phàn nàn bị đau răng. Gia đình cô tin rằng răng của cô đã đau vì phù thủy, và cô bị bắt đi ngủ. Tuy nhiên, khi cô ngủ thiếp đi, cô đã không thức dậy.
Cha cô, một ngư dân, đã không thể đủ khả năng mời một bác sĩ, và gia đình thay vào đó lại tin tưởng theo lời khuyên của bạn bè và các nữ hộ sinh thị trấn. Mẹ Olsson đút sữa và nước đường cho cô. Cuối cùng, những người hàng xóm trả tiền mời một bác sĩ đến, nhưng bác sĩ không thể đánh thức cô gái đang ngủ, xác định rằng cô đang ở trong tình trạng hôn mê. Bác sĩ này tiếp tục tới thăm cô trong một năm, sau đó ông đã viết thư cho các biên tập viên của tạp chí y khoa hàng đầu của Scandinavia, lấy sự giúp đỡ của các chuyên gia khác trong việc tìm kiếm một cách chữa bệnh cho trạng thái ngủ liên tục của Olsson. Olsson đã được các bác sĩ viếng thăm và họ đã nhận thấy rằng mái tóc, móng tay và móng chân của cô dường như không phát triển. Gia đình thông báo rằng Olsson thỉnh thoảng ngồi dậy và "thì thầm những lời cầu nguyện cô đã học thuộc lòng trong thời thơ ấu".
Một bác sĩ đến thăm Olsson là Johan Emil Almbladh, ông cho rằng trạng thái ngủ của cô là kết quả của sự cuồng loạn. Vào tháng 7 năm 1892, Olsson đã phải nhập viện tại Oskarshamn, nơi cô được điều trị bằng liệu pháp sốc điện. Ngày 02 tháng 8 năm 1892, cô được xuất viện mà không thức tỉnh hay hay có cải thiện tình trạng gì. Bác sĩ ở bệnh viện cho biết chẩn đoán thích hợp là "mất trí nhớ paralytica". Tuy nhiên, có rất ít bằng chứng cho thấy rằng cô thực sự bị bệnh đó. Cô đã không được xem xét lại bởi một bác sĩ cho đến khi cô thức dậy từ giấc ngủ của mình.
Trong suốt thời gian cô đang ngủ, Olsson đã được đút hai ly sữa mỗi ngày. Mẹ cô qua đời vào năm 1904, và sau này, một người giúp việc tiếp tục chăm sóc Olsson. Khi mẹ cô mất (vào năm 1904) và anh trai mất (năm 1907), Karolina bắt đầu khóc điên dại, mặc dù cô vẫn còn trong trạng thái ngủ. Người ta ghi nhận cô đã không chạm vào bất kỳ thực phẩm cô nhận được trong những năm của cô trên giường, và gia đình của người giúp việc chưa bao giờ nghe Olsson nói gì.
Olsson tỉnh dậy ngày 3 tháng 4 năm 1908, 32 năm và 42 ngày sau khi cô đã lần đầu tiên rơi vào giấc ngủ. Người giúp việc nhận thấy cô ấy khóc và nhảy trên sàn khi anh em cô đến, tuy nhiên, cô đã không nhận ra họ. Cô rất gầy và xanh, và trong vài ngày đầu tiên sau khi tỉnh dậy, cô tỏ ra sự nhạy cảm với ánh sáng. Cô đã yếu và rất khó nói. Cô vẫn có thể đọc và viết, và cô nhớ tất cả mọi thứ cô đã học được trước khi cô ngủ thiếp đi. Phóng viên báo chí từ khắp Châu Âu, Anh, và Hoa Kỳ đã đến Okno để phỏng vấn cô, và cô và gia đình đã đi trốn để tránh sự chú ý. Cô đã trải qua xét nghiệm tâm thần ở Stockholm và các bác sĩ nhận thấy cô có đầy đủ những khả năng cô đã sở hữu trước khi cô ngủ thiếp đi. Lúc 46 tuổi, cô đã được mô tả có bề ngoài không già hơn độ tuổi 25.
Năm 1912, khi đã gặp Olsson hai năm trước đó, một bác sĩ tâm thần, bác sĩ Frödeström, xuất bản một bài báo về tình trạng của cô mang tên La Dormeuse d'Oknö – 21 Ans de Stupeur. Guérison Complète. Phân tích của ông đã chỉ ra giới hạn tình trạng của cô gái là một trường hợp ngủ đông không rõ ràng.
Sau đó người ta tiết lộ rằng Olsson thỉnh thoảng đã thức dậy, và mỗi khi thức dậy, cô phản ứng với nỗi buồn và tức giận. Frödeström suy đoán rằng Olsson nghĩ rằng cô bị bệnh nặng, và rằng cô nằm yên bất động, với đôi mắt cô nhắm lại, và từ chối ăn để gợi nên sự cảm thông. Người ta cũng phỏng đoán rằng mẹ cô đã giúp cô và giữ bí mật thực sự rằng cô không còn ngủ đông nữa.
Olsson qua đời năm 1950 ở tuổi 88, từ một cơn xuất huyết nội sọ.